# Noah Penda
Noah Penda (París; 7 de enero de 2005) es un baloncestista francés que pertenece a la plantilla del Le Mans Sarthe Basket de la LNB Pro A francesa. Con 2,03 metros de estatura, juega en la posición de alero o de ala-pívot.

## Trayectoria deportiva

### Primeros años
Nacido en París, creció en Bondy. Practicó varios deportes cuando era joven, incluyendo fútbol, judo, natación y tenis, antes de probar el baloncesto. Empezó a jugar al baloncesto de joven en el club BC Fontenay. Más tarde fue miembro de los clubes Villemomble y Levallois Sporting Club. Promedió 19,5 puntos en 11 partidos para el equipo Levallois sub-15 en la temporada 2019-20 antes de unirse al Centre Fédéral de Basket-Ball para la temporada siguiente. Jugó 13 partidos para el Centre en la Nationale Masculine 1, la tercera división del baloncesto francés, durante la temporada 2020-21, promediando 2,9 puntos. Permaneció con el equipo durante la temporada siguiente y promedió 10,6 puntos.

### Profesional
En junio de 2022 firmó un contrato profesional con el JA Vichy-Clermont en la LNB Pro B, la segunda división del baloncesto francés.[6] Apareció en 37 partidos durante la temporada 2022-23, con un promedio de 3.9 puntos. La temporada siguiente, apareció en 37 partidos nuevamente y promedió 9.5 puntos y 5.9 rebotes, siendo seleccionado segundo equipo All-LNB Pro B por Eurobasket.com y el mejor jugador joven de la liga.
En junio de 2024 fichó por el Le Mans Sarthe Basket de la LNB Pro A. Disputó el All-Star de la LNB y participó en el Young Star Game en enero, un partido entre los mejores jugadores jóvenes de la liga, donde fue elegido MVP. Acabó la temporada promediando 10,5 puntos, 5,3 rebotes y 2,8 asistencias por partido.
El 26 de junio de 2025 fue elegido en la trigesimosegunda posición del Draft de la NBA de 2025 por los Boston Celtics, pero esa misma noche sus derechos fueron traspasados a Orlando Magic a cambio de los derechos de draft de Amari Williams (número 46 del Draft de 2025), los derechos de draft de Max Shulga (número 57), una selección de segunda ronda del draft de 2026 y una selección de segunda ronda del draft de 2027.